# Benno Fiala von Fernbrugg
Benno Fiala von Fernbrugg (ur. 16 czerwca 1890 w Wiedniu, zm. 29 października 1964 tamże) – austriacki pilot, as myśliwski lotnictwa austro-węgierskiego okresu I wojny światowej. Łącznie odniósł 28 zwycięstw powietrznych.

## Życiorys
Urodził się w Wiedniu w arystokratycznej rodzinie. Od młodości zafascynowany lotnictwem, wstąpił do lotnictwa wojskowego i 28 lipca 1914 (w dniu wypowiedzenia wojny przez Austro-Węgry) ukończył kurs obserwatora lotniczego. Początkowo służył w eskadrze rozpoznawczej Flik 1 (Fliegerkompagnie 1) w Galicji na froncie rosyjskim. Był   zwolennikiem wyposażenia samolotów rozpoznawczych w radiostacje do przekazywania meldunków i aparaty fotograficzne oraz karabiny maszynowe. Został odznaczony srebrnym Medalem Zasługi za to, że gdy pociąg, w którym jechał, wiozący zaopatrzenie dla jednostki, został zaatakowany przez rosyjski oddział, a maszynista raniony, Fiala von Fernbrugg przedostał się do lokomotywy i dalej sam poprowadził pociąg. 10 listopada 1914 został awansowany na stopień podporucznika (Leutnant).
W czerwcu 1915 latając jako obserwator zestrzelił dwa pierwsze samoloty rosyjskie, lecz zwycięstwa te nie zostały potwierdzone oficjalnie. Od stycznia 1916 latał w eskadrze Flik 19 na froncie włoskim na samolotach rozpoznawczo-bombowych Hansa-Brandenburg C.I. 29 kwietnia odniósł pierwsze potwierdzone zwycięstwo nad włoskim samolotem, a 4 maja zestrzelił włoski sterowiec.
Na początku 1917 Fiala von Fernbrugg został raniony przez ogień przeciwlotniczy podczas bombardowania, co wyłączyło go z akcji na kilka miesięcy. W tym czasie, będąc na tyłach, ukończył kurs pilotażu. Powrócił na front w czerwcu 1917 trafiając już do eskadry myśliwskiej Flik 41J, następnie w sierpniu do eskadry Flik 12D. Latając na myśliwcach Hansa-Brandenburg D.I, pierwsze zwycięstwo jako pilot myśliwski odniósł 9 sierpnia. W tym okresie został awansowany na stopień Oberleutnant. Do końca służby we Flik 12D odniósł 6 zwycięstw. Od listopada 1917 latał w eskadrze Flik 56J, odnosząc w niej jedno zwycięstwo.
Od stycznia 1918 Fiala von Fernbrugg został wyznaczony na dowódcę eskadry Flik 51J na froncie włoskim, latając w niej do końca wojny na myśliwcach Albatros D.III (Oef). W jednostce tej odniósł 19 zwycięstw powietrznych, w tym 30 marca jako swoje 14. zwycięstwo zestrzelił myśliwiec Sopwith Camel brytyjskiego pilota Alana Jerrarda, odznaczonego Victoria Cross, który został wzięty do niewoli. 1 maja zestrzelił dwa samoloty i dwa balony. Ostatnie zwycięstwo odniósł 20 sierpnia 1918 (samolot zwiadowczy SVA.5). W październiku został skierowany na stanowisko sztabowe.
Podczas wojny, Fiala von Fernbrugg uzyskał 28 zestrzeleń oficjalnie zaliczonych, co postawiło go  na trzecim miejscu spośród asów lotnictwa Austro-Węgier. Ponadto, zestrzelił ok. 6 samolotów prawdopodobnie (podawane są też inne liczby zestrzeleń, doliczające samoloty prawdopodobnie zestrzelone). Na stopień porucznika został mianowany ze starszeństwem z 1 lutego 1916 w korpusie oficerów rezerwy artylerii fortecznej. Jego oddziałem macierzystym był 1 Pułk Artylerii Fortecznej.
Po wojnie uzyskał dyplom inżyniera na uniwersytecie wiedeńskim, zajmował się następnie lotnictwem cywilnym. Od 1925 pracował w zakładach Junkers, między innymi do 1927 zajmując się obsługą techniczną samolotów Junkers F 13 polskiej linii lotniczej Aerolot w Warszawie. W 1933, po aresztowaniu przez Gestapo, powrócił z Niemiec do Austrii. Zmarł w Wiedniu 29 października 1964.

## Ordery i odznaczenia
- Krzyż Rycerski Orderu Leopolda z dekoracją wojenną
- Order Żelaznej Korony III klasy z mieczami i dekoracją wojenną[2]
- Krzyż Zasługi Wojskowej III klasy z mieczami i dekoracją wojenną[2]
- Signum Laudis Srebrny Medal Zasługi Wojskowej z mieczami na wstążce Krzyża Zasługi Wojskowej dwukrotnie[2]
- Signum Laudis Brązowy Medal Zasługi Wojskowej z mieczami na wstążce Krzyża Zasługi Wojskowej[2]
- Złoty Medal za Odwagę dla oficerów (ordery te otrzymało jedynie po kilkunastu lotników)
- Krzyż Wojskowy Karola[2]